# St. Ulrich (Warmisried)

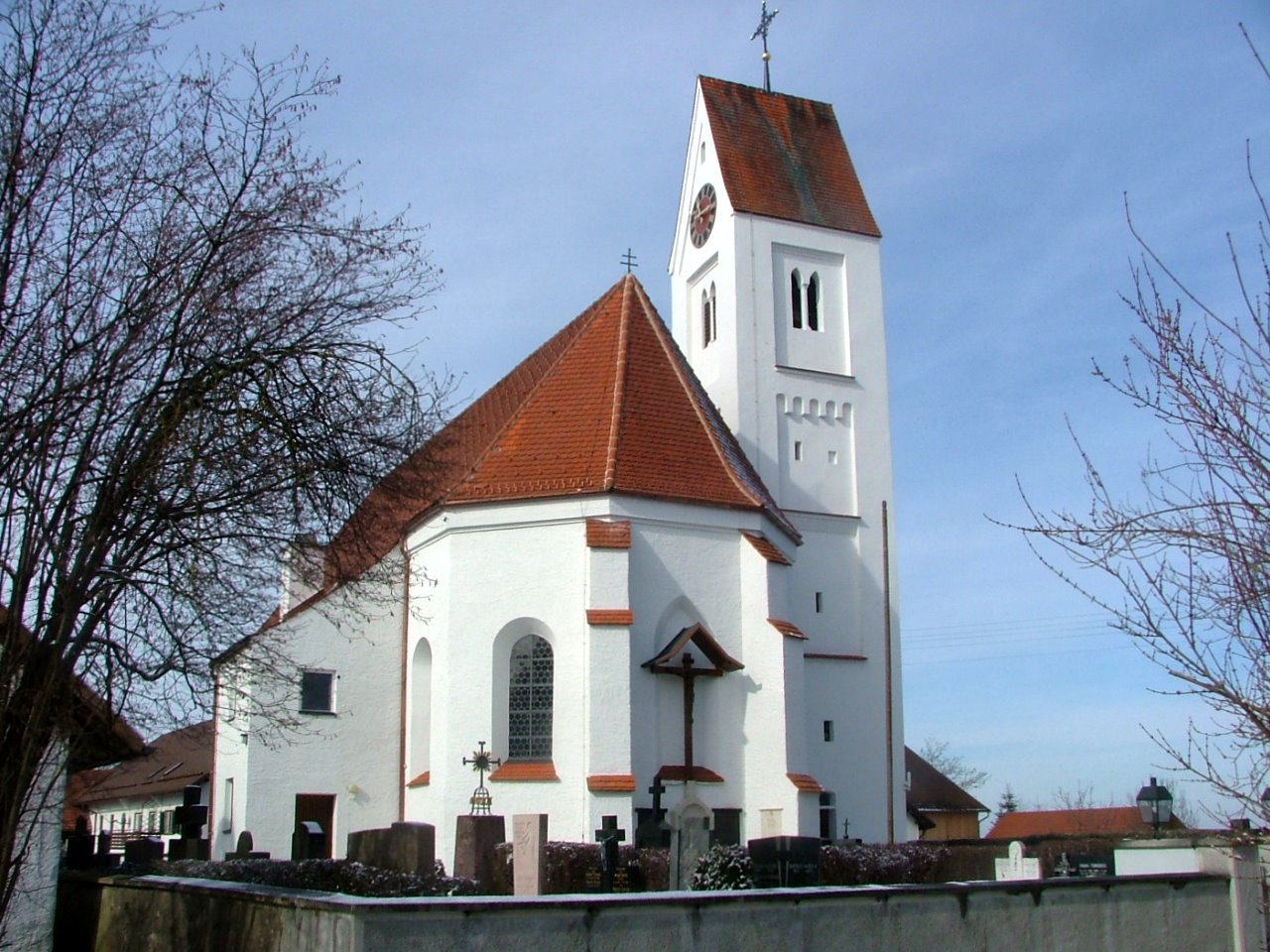
Kirche St. Ulrich in Warmisried

Die katholische Pfarrkirche St. Ulrich befindet sich in Warmisried, einem Ortsteil von Unteregg im Landkreis Unterallgäu in Bayern. Die Kirche steht unter Denkmalschutz.

## Geschichte
Der Kern der spätgotischen Kirche stammt aus der Zeit um 1500. Matthäus Kirchmayer baute die Kirche im Jahr 1764 um.

## Baubeschreibung
Das Langhaus besteht aus einem Schiff und ist mit Lisenen gegliedert. Die Decke des Langhauses ist eine korbbogige, abgeflachte Tonne. An der Westseite befindet sich eine Empore aus der zweiten Hälfte des 19. Jahrhunderts. An das Langhaus schließt sich der eingezogene, an drei Seiten geschlossene Chor an. Der Kirchturm mit Satteldach befindet sich an der Nordseite im Chorwinkel. In der Kirche befindet sich eine Ulrichskapelle. Dies ist ein längsrechteckiger Raum, der wie der Chor dreiseitig geschlossen ist. In der Kapelle befindet sich ein Tonnengewölbe.

## Ausstattung
Der Hochaltar stammt aus der Zeit um 1760/1770. Das Altarblatt des Hochaltares wurde vermutlich von Franz Xaver Bernhardt geschaffen. Es stellt den hl. Ulrich und Johannes den Täufer zu Füßen der Hl. Dreifaltigkeit dar. Rechts und links davon befinden sich Figuren des Johannes des Täufers und des Johannes von Nepomuk. Beide Seitenaltäre wurden 1910 im Neurokoko geschaffen. Die Altarblätter stammen von Johannes Kaspar aus den Jahren 1855/1856. Der linke Seitenaltar zeigt einen Schutzengel. Im Auszug darüber befindet sich eine Darstellung des hl. Sebastian. Auf dem rechten Seitenaltar ist die Muttergottes zu sehen, darüber im Auszug eine Märtyrerin.
Der Rahmenstuck von 1764 stammt von Cajetan Henkel, die Fresken aus dem gleichen Jahr vom Eggenthaler Maler Franz Xaver Bernhardt. Die Fresken zeigen im Chor die Taufe Christi und im Langhaus die Ulrichsmesse mit der Schlacht auf dem Lechfeld.
Vom Ende des 17. Jahrhunderts stammt die Kanzel. 1845 schuf Ludwig Caspar Weiß den Kreuzweg der Kirche. Die aufwendigen Schnitzrahmen stammen aus der Mitte des 18. Jahrhunderts. Ehemals im Altar der Ulrichskapelle befand sich die sitzende Figur des hl. Ulrich aus der Mitte des 18. Jahrhunderts. Aus dem dritten Viertel des 18. Jahrhunderts stammen die Kreuzigungsgruppe und eine weitere Figur des hl. Ulrich.